# Macierzyństwo (obraz Stanisława Wyspiańskiego)
Macierzyństwo (znany także pod tytułem Żona z Helenami) – obraz Stanisława Wyspiańskiego wykonany techniką pastelową w 1905 roku. Znajduje się w zbiorach Muzeum Narodowego w Krakowie i jest prezentowany w Muzeum Stanisława Wyspiańskiego. 

## Historia
Kulisy powstawania obrazu Macierzyństwo zapisały się w listach oraz Raptularzu artysty z 1905 roku. Obraz został zakupiony w lipcu 1905 roku przez Feliksa Jasieńskiego.  

W poł. przychodzi Jasieński i zakupuje obraz „Żona z Helenami” oraz jeden pejzaż „z okna” i jest winien za obydwa 800 koron. 

W 1920 roku podarował go Muzeum Narodowemu w Krakowie. Stanisław Wyspiański przedstawił na nim swoją żonę, Teofilę, karmiącą najmłodszego syna, Stanisława. Matce towarzyszy córka Helena, którą artysta namalował dwukrotnie - z profilu i en face. Potwierdza to fragment listu do Stanisława Lacka z 15 kwietnia 1905 roku, w którym można przeczytać:   
Rysowałem dzisiaj „Helenkę” i na jednym obrazku namalowałem ją dwukrotnie. Dziwne życie ma taki obrazek. Jest w nim coś dopowiedzianego.  

## Opis
Obraz przedstawia scenę karmienia. W prawej części pola obrazowego znajduje się kobieta, w pozycji siedzącej, ukosem do widza. Pochylona, odsłania swoją prawą pierś dziecku położonemu na jej kolanach. Jej brązowe włosy swobodnie opadają wokół twarzy. Kobieta ubrana jest w zielony kaftan z dekoracyjnym motywem kwiatowym, rozpoznanym w literaturze jako fuksja. Identyfikację tę potwierdza zapis z 8 czerwca 1905 roku w raptularzu artysty:   
W poł. rysuję „żonę ze Stasiem” z dawnego rysunku na kartonie z fuksjami, przez co kaftan staje się haftowany we fuksje.  
Chłopczyka okrywa jednolita, pomarańczowa sukienka. Karmiącej towarzyszą dwie bliźniaczo wyglądające dziewczynki, których włosy splecione są złotymi wstążkami. Dziewczynki ubrane są w barwne sukienki o dekoracyjnym motywie wici roślinnej. Pochylone nad niemowlęciem przyglądają się czynności karmienia. Na obrazie kobiety sportretowano w otoczeniu kwiatów, które w literaturze identyfikuje się jako pelargonie. 

## Interpretacja
Stanisław Wyspiański przedstawiał pełne czułości sceny rodzinne. Miłość małżeńska oraz ojcowska artysty przejawiała się w wyborze malarskich kadrów. Podobne sceny matczynych objęć można zobaczyć na obrazach z 1902 i 1905 roku. W Macierzyństwie (1905) artysta ukazał czułość i troskę matki wobec swojego dziecka, a także zainteresowanie nim ze strony rodzeństwa.   
W warstwie symbolicznej podwójne sportretowanie Heleny może oznaczać budzącą się świadomość własnego ciała oraz instynktu macierzyńskiego córki. Dowodem na to może być obecność stojącej Heleny, która z pewnym dystansem przygląda się swojej bliźniaczce i czynności karmienia. Symbolikę potęgować mogą także otaczające dziewczynki kwiaty, będące oznaką witalności i naturalności. W literaturze można znaleźć odniesienia do motywu Matki Bożej karmiącej oraz hortus conclusus. Oba te motywy wskazują na wyjątkowość sceny, jaką jest moment karmienia i macierzyństwo.

## Wystawy
Macierzyństwo pojawiało się na wystawach tematycznych oraz monograficznych, tj. poświęconych twórczości Stanisława Wyspiańskiego. Oto wybrane z nich:
1. Wystawa malarstwa i rzeźby krakowskiej w okresie Młodej Polski, 01.06.1956 - 29.06.1956, Towarzystwo Przyjaciół Sztuk Pięknych w Krakowie,
2. Mille ans d’art en Pologne, 25.04.1969 - 31.07.1969, Petit Palais Musee de Beaux-Arts de la Ville de Paris,
3. L'Avant printemps [Przedwiośnie], 02.10.2001 - 28.02.2002, Zamek Królewski w Warszawie Pomnik Historii i Kultury Narodowej,
4. Wyspiański, 28.11.2017 - 05.05.2019, Muzeum Narodowe w Krakowie,
5. Skarbiec Wyspiańskiego, 11.10.2019 - 01.03.2020, Muzeum Narodowe w Krakowie[1].

## Motyw macierzyństwa w obrazach Stanisława Wyspiańskiego

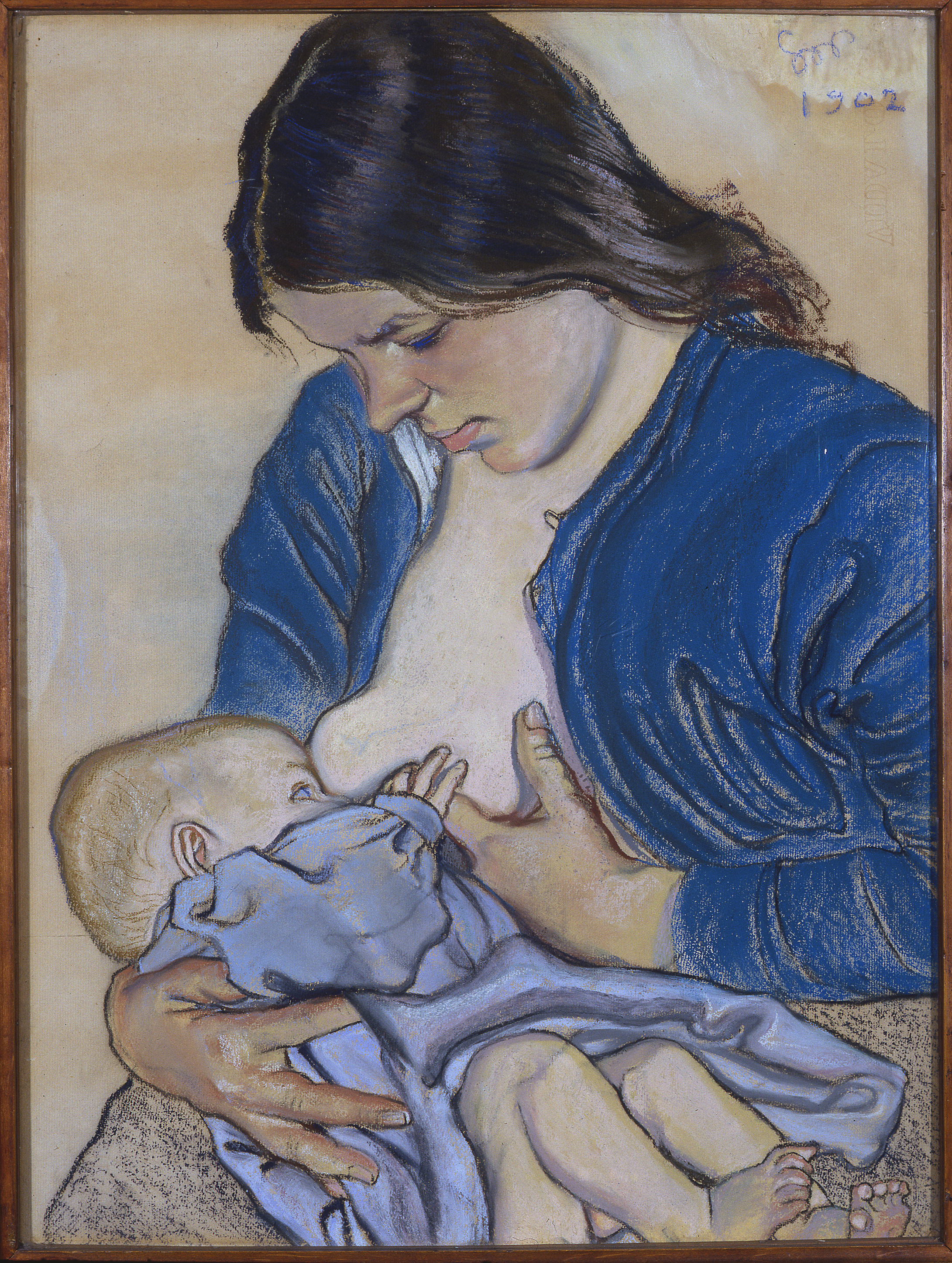
Stanisław Wyspiański, Macierzyństwo, 1902, Muzeum Narodowe w Warszawie
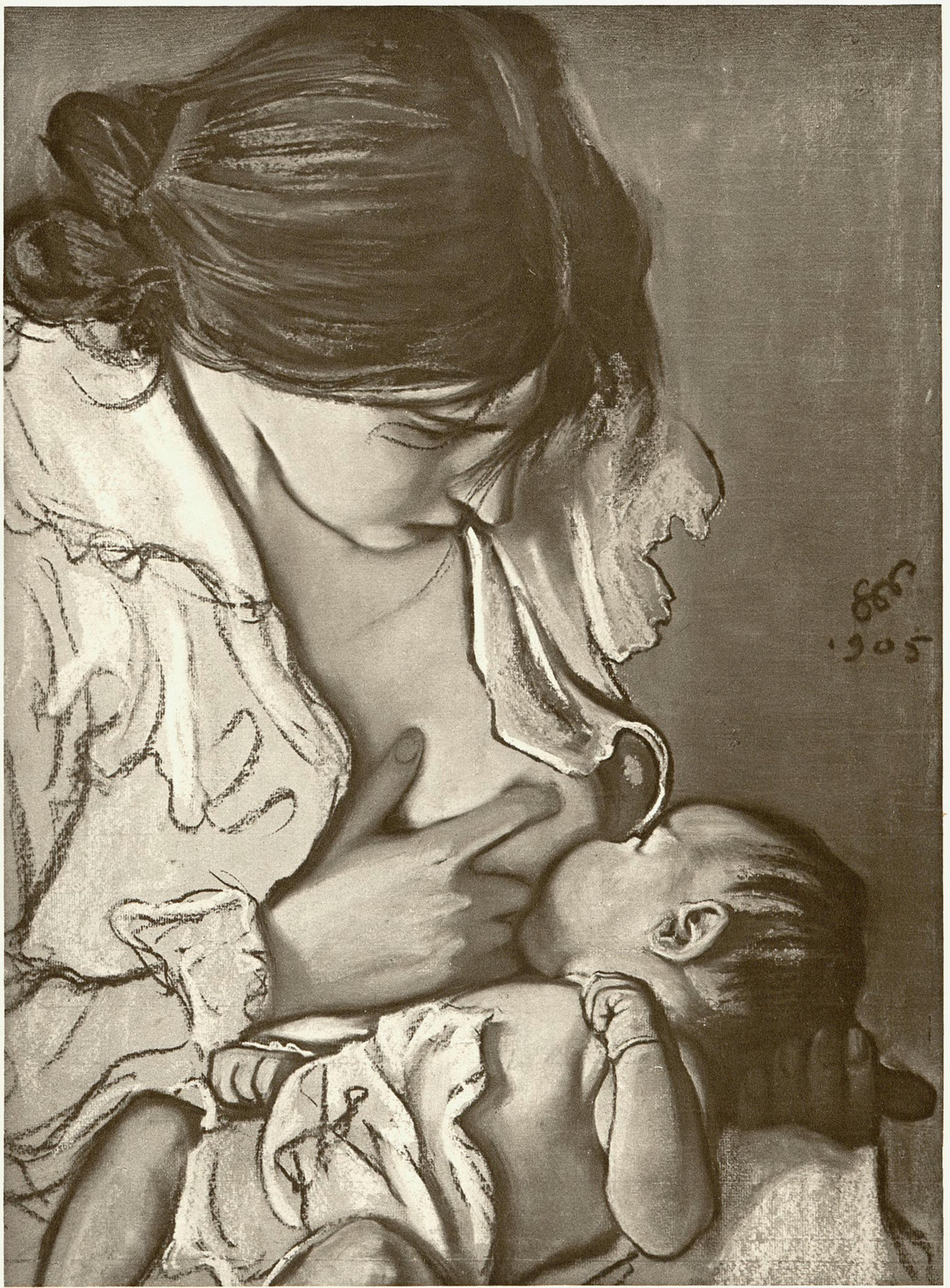
Stanisław Wyspiański, Macierzyństwo, 1905, zaginiony